# Корпорация
Корпорация е понятие, обозначаващо юридическите лица в системата на Общото право. Корпорациите са сдружения със стопанска или нестопанска цел, създадени със закон или регистрирани според определена със закон процедура, и имат права и задължения, независими от тези на участниците в тях.
В разговорната реч в Съединените американски щати корпорации обикновено се наричат големи търговски дружества с голям брой съдружници и свободна промяна на собствеността на дяловете.

## Съвременен смисъл
Обяснено с други думи, корпорацията е субект създаден по силата на закона, който е фискално задължен ако осъществява стопанска дейност и се подчинява на законите на страната, където е учреден или осъществява дейност. Формалното разделение на лицата-учредители от самата корпорация създава известен вид преимущества и опосредствява представителността.
Инвеститори и предприемачи често създават съвместни компании, за да бъде или бизнеса по-лесно контролиран, или по-ясни посланията към пазара. Това са в чист вид т.нар. бизнес-корпорации, като съществуват също политически (коалиции), религиозни, рекламни или държавни корпорации (съюзи). В ежедневието, когато се говори за корпорация, обикновено се има предвид някое търговско дружество, т.е. сдружение, в което всеки от учредителите и партньорите инвестира определена сума пари или имущество като негов капитал, но това обикновено са обичайните търговски обединения и те следва да се ограничават от останалите корпорации или примерно от политическите, религиозните, синдикалните и т.н.